# Eruv
Eruv (hebräisch עֵרוּב ʿErūv, deutsch ‚Mischung‘; Erub, Eruw Chazeroth, Schabbatgrenze, Schabbatzaun) bezeichnet drei Verfahren, die in der Halacha bestimmte Aktivitäten erlauben, die nach den jüdischen Gesetzen ansonsten verboten sind. Meist ist damit ein Eruv für das Tragen gemeint, daneben existieren aber auch ein Eruv für das Kochen (hebräisch עירוב תבשילין) und der Eruv für das Reisen (hebräisch עירוב תחומין).
Im Talmud ist dem Eruv der Traktat Eruvin gewidmet. Eruvin befasst sich mit eruv chatzerot, dem „Mischen von Besitz“, und eruv techumin, dem „Mischen von Grenzen“. Der eruv tavschilin, das „Mischen von Zubereitetem“, wird an anderer Stelle im Talmud behandelt.
Im gewöhnlichen Sprachgebrauch meint ein Eruv einen Zaun – real oder symbolisch –, der ein jüdisches Wohngebiet umgibt. Innerhalb des Eruvs findet die Schabbatregel, nichts zu tragen, keine Anwendung.

## Eruv für das Tragen
Für den Schabbat schreibt das 2. Buch Mose vor, „seinen Ort“ nicht zu verlassen (2 Mos 16,25-29 ). Zu den 39 Melachot, den 39 Arbeiten, die am Schabbat nicht erlaubt sind, zählt daher auch das Tragen von Gegenständen, d. h. der Transfer eines Objekts vom privaten (Reshut HaJachid) in den öffentlichen Bereich (Reshut HaRabim) und umgekehrt. Außer Haus dürfen keine Gegenstände bewegt werden, unabhängig von deren Gewicht oder Zweck.
Nach dem Talmud sind mit dem Tragen von Gegenständen drei Aktivitäten gemeint:
1. Einen Gegenstand aus einem abgeschlossenen Bereich (wie einem Privathaus, öffentlichen Gebäude oder einem eingezäunten Gebiet) auf eine öffentliche Hauptstraße bewegen
2. Einen Gegenstand von einer öffentlichen Hauptstraße zu einem abgeschlossenen Bereich bewegen
3. Einen Gegenstand auf einer öffentlichen Hauptstraße um mehr als vier Ellen bewegen

Um Verwirrung zu vermeiden, was eine öffentliche Hauptstraße ausmacht, haben Rabbiner das Verbot schon früh auf jedes nicht eingezäunte Gebiet ausgedehnt.

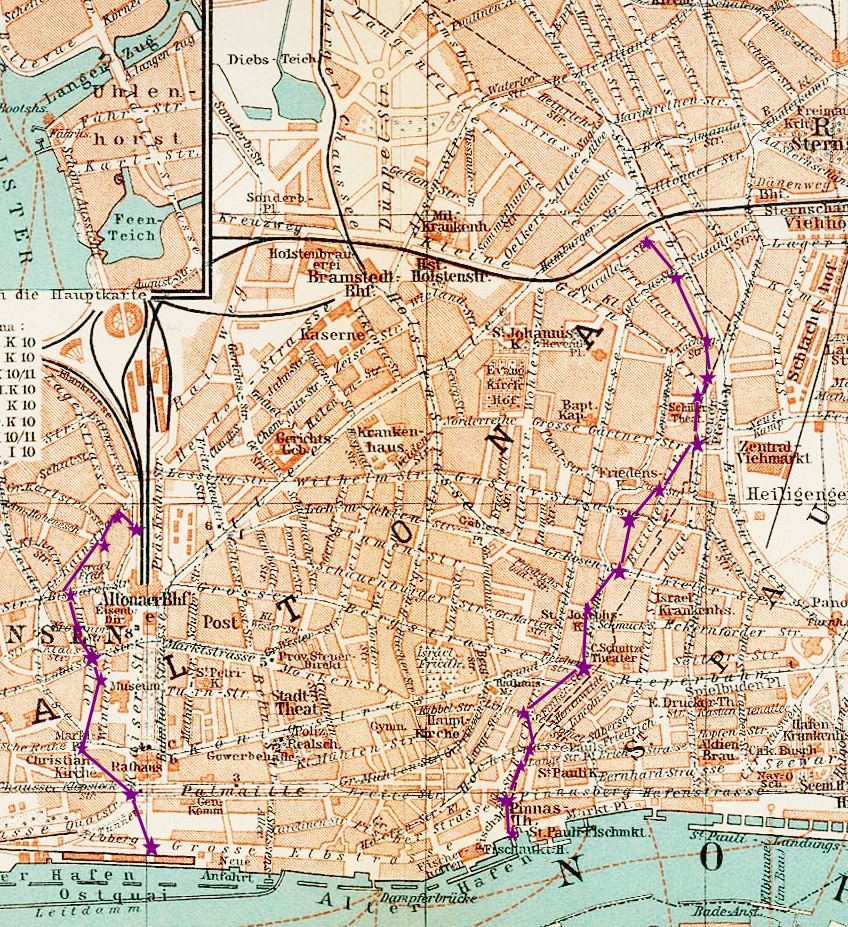
Eruv der Hochdeutschen Israeliten-Gemeinde zu Altona für dessen innere Stadt, wo außer Pfosten und Drähten auch Bahndämme die Umgrenzung bildeten, 1910

Voraussetzung ist, dass es sich bei dem für den Eruv vorgesehenen Bereich um keinen öffentlichen Bereich gemäß der Tora handelt, sondern um einen Bereich der Stadt, wo lediglich ein rabbinisches Trageverbot gilt, ein sogenanntes Carmelis. Die Umgrenzung des gesamten Gebiets, die sowohl aus bereits existierenden Bauten wie Bahndämmen, Mauern oder Uferböschungen bestehen kann, als auch – wenn nötig – durch die berühmten „Pfosten“ und gegebenenfalls „Drähte“, das sogenannte Tzuras HaPesach, vervollständigt werden kann.

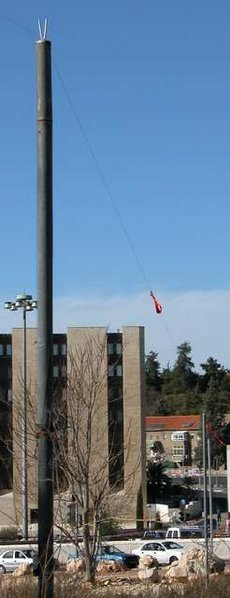
Markierung eines Eruv in Jerusalem mit einem Drahtseil

Am Schabbat wollen orthodoxe Juden beweisen, dass sie auf ihre von Gott gegebene Herrschaft über die Welt verzichten und sich der Verrichtung einer melacha enthalten. Andererseits ist das Trageverbot Grund für viele Umstände und vermindert die oneg (Freude) am Schabbat.
Am Hof von König Salomon wurde ein weiteres Verbot hinzugefügt, so dass es auch verboten war, etwas in einem Bereich zu tragen, der von den Bewohnern mehrerer Häuser gemeinsam genutzt wurde, auch wenn dieser Bereich von Zäunen oder Mauern eingegrenzt war.
Im Fall der von Mauern umgebenen, gemeinsamen Innenhöfe wurde das Tragen jedoch durch die Benutzung eines Eruv erlaubt. Der Eruv besteht aus einem Lebensmittel – meistens Brot –, das von allen Bewohnern geteilt wird. Indem das Lebensmittel geteilt wird, gelten alle Bewohner als Bewohner eines gemeinsamen Hauses und sind damit von der zusätzlichen Verbotsregelung ausgenommen.
Der eruv chatzeirot („Mischen von Besitz“) funktioniert so, dass alle Bewohner das als Eruv umzäunte Gebiet als ihr „Heim“ behandeln. Der gemeinsam genutzte Raum wird dadurch zu gemeinsamem Besitz im Sinne des Gesetzes. Damit der Eruv funktioniert, muss das Gebiet jedoch von Mauer oder Zaun umgeben sein, andernfalls bleibt das Tragen im Sinne des ursprünglichen Verbotes verboten. Dieser Zaun kann aus einem Seil oder einem Draht bestehen, der um einen Häuserblock oder ein Wohnviertel gezogen wird. Den eingezäunten Bereich können orthodoxe Juden dann als ihr gemeinsames „Heim“ betrachten. Das Band muss eine ununterbrochene Abgrenzung bilden und kann deshalb auch an Telefonmasten oder Gebäuden entlangführen. Natürliche Begrenzungen wie Flüsse können auch Teil des Eruvs werden.
Als im Jahre 1906 in Königsberg die militärisch überflüssig gewordene Stadtmauer durchbrochen wurde, war der Eruv nicht mehr geschlossen. Die Jüdische Gemeinde Königsberg behalf sich auch hier mit einem Draht, der über die Bresche gespannt wurde und die Umgrenzung symbolisch wieder schloss.
Meist ist heute mit dem Begriff Eruv das Seil oder der Draht gemeint, durch den das geteilte Brot wirksam wird. Im Talmud und anderen klassischen Quellen ist damit jedoch das Brot selbst gemeint.
Theoretisch akzeptieren alle Rabbis das Konzept des Eruv, das jüdischen Gemeinden erlaubt, den Schabbat mit einigen Erleichterungen zu genießen. Was jedoch die praktische Umsetzung der technischen Anforderungen an einen gültigen Eruv angeht, sind manche Rabbis uneins. Deshalb werden die vorhandenen Eruvim nicht von allen orthodoxen Juden genutzt.
Weltweit (ohne Israel) existieren über 150 Eruvim, in Israel weit mehr. In allen größeren nordamerikanischen Städten existieren Eruvim, beispielsweise in Toronto, Phoenix, Memphis, Los Angeles, Boston, Chicago, Providence, Miami, Dallas, Baltimore, New York City und Washington, D.C. (dort befinden sich allein acht Eruvim). Daneben gibt es Eruvim in Rio de Janeiro, Johannesburg, Melbourne, Gibraltar, Amsterdam, Antwerpen, Wien und Straßburg. In Manhattan umfasst er ein Gebiet von ungefähr 40 Quadratkilometern. Er wird jeden Donnerstag kontrolliert und instand gesetzt.

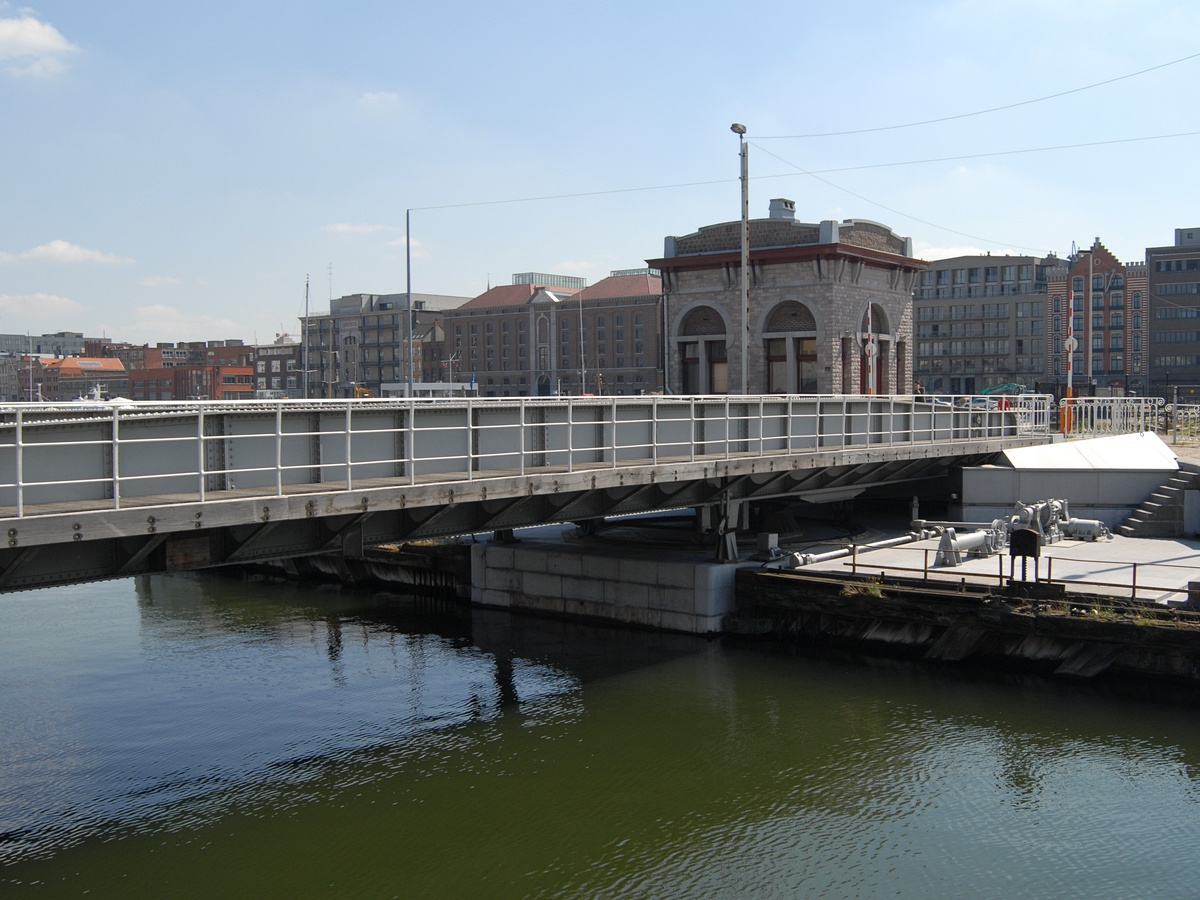
Nassau-Brücke in Antwerpen mit Draht aus dem Eruv.

Über das Zusammenleben von orthodoxen Juden und Nichtjuden innerhalb des Eruv von Teaneck (New Jersey) entstand 2004 der Dokumentarfilm Eruv – The Wire des deutschen Schauspielers und Regisseurs Kai Wiesinger, der das weitgehend in Vergessenheit geratene Thema Eruv damit auch in Deutschland bekannt machte. Vor 1938 gab es Eruvim auch in Deutschland, so bestand zum Beispiel der Altonaer Eruv von Ende des 17. Jahrhunderts bis in die 1930er Jahre; die Jüdische Gemeinde Frankfurt am Main verhandelte 1914 mit der Stadtverwaltung über die Errichtung eines Eruv. Derzeit gibt es in Deutschland keinen Eruv. In Wien ist im September 2012 die Innenstadt innerhalb des Gürtels zum Eruv erklärt worden.
In Zürich besteht seit 1993 ein kleiner Eruv. Er soll laut SRF im Jahr 2022 auf 14 Quadratkilometer Fläche erweitert werden. Auch in Basel ist die Einrichtung eines Eruv geplant.

### Tätigkeiten, die auch innerhalb des Eruv verboten sind
Grundsätzlich ist innerhalb eines gültigen Eruvs das Tragen von nahezu allen Gegenständen erlaubt. Dies gilt jedoch nur, soweit der Gegenstand nicht bereits von anderen Verboten erfasst wird.
Beispiele:
- das Tragen von Gegenständen, die als muktza gelten, die am Schabbat überhaupt nicht bewegt werden dürfen (darunter Schreibutensilien)
- das Aufspannen und Tragen von Schirmen wird vom Verbot des Bauens umfasst (Schirme gelten dabei als kleine Zelte, also als Gebäude)
- Alltagshandlungen wie Fahrradfahren (Uvdin d’Chol)
- das Tragen von Gegenständen zur Vorbereitung für die Tage nach dem Schabbat (Hachana)

Die Gesetze des Eruv sind sehr kompliziert und umfangreich.

### Kontroversen
Die Errichtung von Eruvim hat an mehreren Orten auf der Welt zu Konflikten geführt, so zum Beispiel in Barnet (England), Outremont (Montreal), Tenafly (New Jersey), und London.
Kontroversen ranken sich zumeist darum, ob das Spannen eines Eruv im öffentlichen Raum gegen das Prinzip der Trennung von Kirche und Staat verstößt. Von Gegnern werden dann beispielsweise die Stützen des Eruvdrahtes (lechi) entfernt und der Eruv damit unbrauchbar gemacht. Meist werden Eruvim jedoch problemlos toleriert. Eruvim fallen im Stadtbild kaum auf und werden auch von Angehörigen anderer Religionen in der Regel nicht als anstößig empfunden. Zugleich ermöglichen die Eruvim streng orthodox lebenden Juden einen erheblichen Freiheitsspielraum und werden von orthodoxen Gemeinden daher nicht nur als wichtig und nützlich angesehen, sondern auch errichtet und kontrolliert. So finden sich auf den Webseiten der orthodoxen Gemeinden jeweils Hinweise darauf, ob der Eruv gerade intakt ist.
Nach dem jüdischen Gesetz darf ein Eruv nur im Einverständnis mit der gesamten Einwohnerschaft installiert werden. In Outremont und anderen Orten, an denen es zu extremen Auseinandersetzungen über Eruvim kam, haben jüdische Gemeinden versucht, die Genehmigung gegenüber der örtlichen Verwaltung einzuklagen. Dieses Vorgehen steht jedoch nach Ansicht von Kritikern nicht in Übereinstimmung mit der Anforderung, dass ein Eruv einvernehmlich errichtet werden soll.
Über den Eruv vom Outremont wurden daraufhin Studien angefertigt, die sich mit den Auswirkungen von Stadtplanung auf ethnische und kulturelle Spannungen in Wohngebieten befassen. Es stellte sich dabei heraus, dass ein Großteil der Gegner des Eruv gar nicht genau wusste, was ein Eruv eigentlich ist und welche Bedeutung er für die jüdischen Einwohner hatte.

## Eruv für das Kochen
In diesem Zusammenhang ist mit Eruv ein eruv tavshilin (Mischen von Zubereitetem) gemeint, dabei wird gekochtes Essen für einen jüdischen Feiertag vorbereitet, auf den direkt ein Schabbat folgt.
Grundsätzlich ist es an jüdischen Feiertagen erlaubt zu kochen, allerdings nur in der Menge, die auch an diesem Tag verzehrt werden soll, und nicht im Voraus für die Zeit nach dem Feiertag. Fällt ein solcher Feiertag auf den Freitag, dann ist es eigentlich auch erlaubt, für den Schabbat vorzukochen. Um aber in den Jahren, in denen der Feiertag nicht auf einen Freitag fällt, Verwirrung aufgrund dieser Ausnahme zu vermeiden, wurde das Vorkochen für den Schabbat am Feiertag von den Rabbis verboten, es sei denn, das Ritual des eruv tavshilin wird ausgeführt, das die Gläubigen somit an den Grund für die Ausnahme erinnert.
Das Ritual besteht daraus, einige Gerichte für den Schabbat bereits zu kochen und zu backen, noch bevor der Feiertag beginnt. Dann werden die „Geschirre“ oder „Portionen“ „gemischt“; das heißt, das Kochen am Tag vor dem Feiertag vermischt sich mit einem Gericht, das auch am Tag nach dem Feiertag (also dem Schabbat) gegessen werden darf. Dies erlaubt dann in der Folge, dass auch am Feiertag selbst gekocht werden darf, was dann nicht als „neues“ Kochen, sondern als Fortsetzung des „gemischten“ Kochens betrachtet wird, das bereits vor dem Feiertag begonnen hat.

## Eruv für das Reisen
Beim Reisen bedeutet Eruv eruv techumin (Mischen von Grenzen) und bezieht sich darauf, dass man Essen vorbereitet für einen jüdischen Feiertag oder einen Schabbat, an dem man vorhat, weiter zu reisen, als es an solchen Tagen normalerweise erlaubt ist. (Es hat jedoch nichts mit der Wahl des Fortbewegungsmittels zu tun, von denen, außer zu Fuß zu gehen, sämtliche an solchen Tagen verboten sind).
Normalerweise darf man an diesen Tagen in der eigenen Stadt überall zu Fuß hingehen, jedoch nur innerhalb der Stadt und maximal 2000 Ellen darüber hinaus. Muss man weiter reisen, kann man vor dem Schabbat Lebensmittel an einem bestimmten Ort deponieren. Damit wird dieser Ort zum zeitweiligen Zuhause, so dass man von dort aus wiederum 2000 Ellen אַמָּה amma gehen kann, Luftlinie etwa 900 Meter (Gen 6,15 EU).